# Örebro slott
Örebro slott är beläget på en holme i Svartån i Örebro, Närke. Det uppfördes ursprungligen som en försvarsborg, sannolikt i mitten av 1300-talet. Byggherre var troligen kung Magnus Eriksson. Under hertig Karls tid byggdes borgen om till ett renässansslott. Det hade då till stor del förlorat sin roll som försvarsanläggning. Ytterligare ombyggnationer har ägt rum under årens lopp.
Den senaste större exteriöra förändringen ägde rum i slutet av 1800-talet. Slottet hade då stått tomt sedan 1798, då det byggdes om i en historieromantisk stil. En rad viktiga riksdagar och möten har ägt rum på slottet under årens lopp. Sedan 1764 fungerar slottet som residens för landshövdingen i Örebro län, som därmed även är ståthållare på Örebro slott och då ingår i de Icke tjänstgörande hovstaterna vid Kungliga hovet.
Örebro slott är statligt byggnadsminne sedan 1935.

## Slottets historia

### Byggnadsmaterial och byggnadsstilar

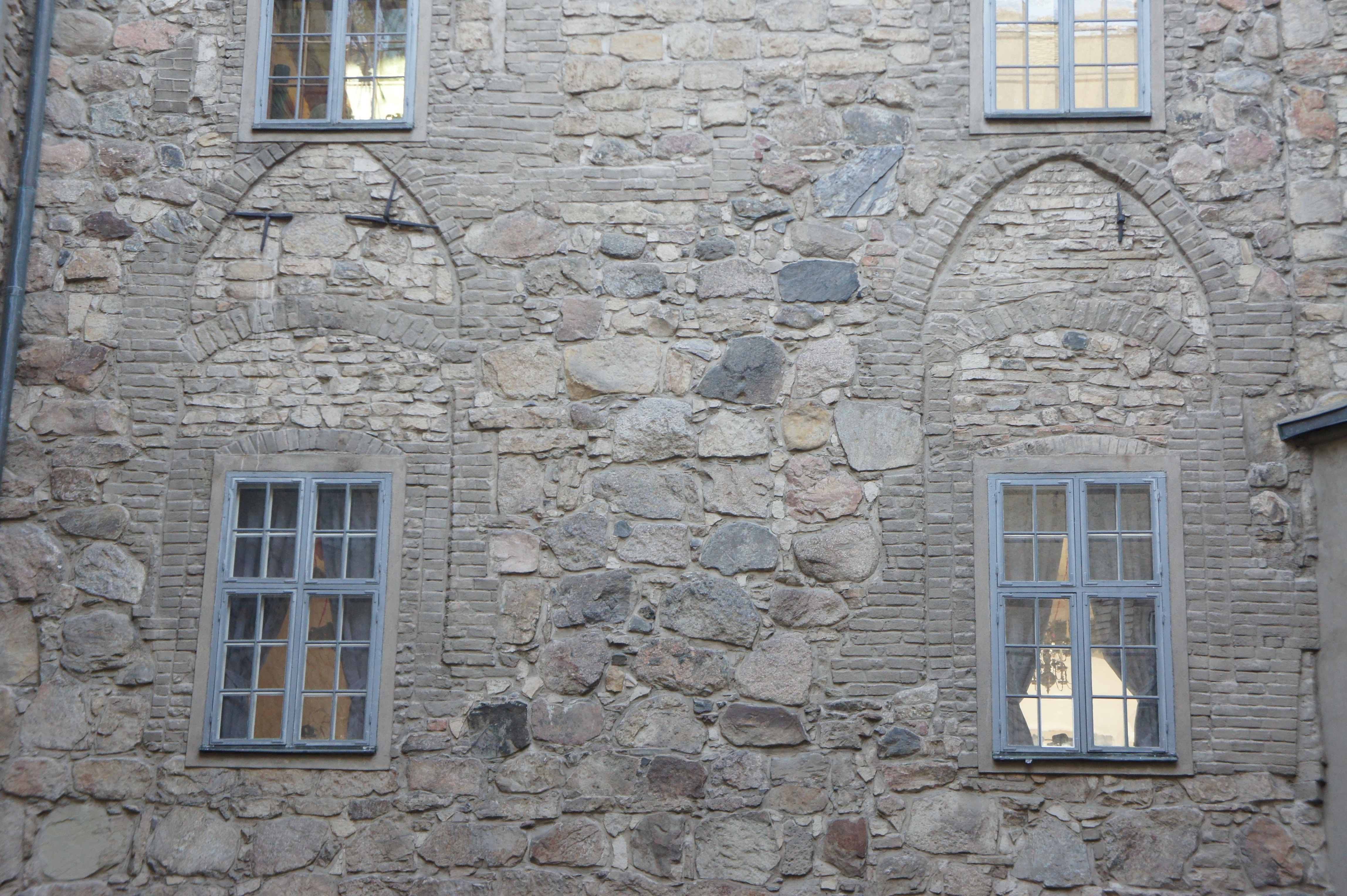
Rester av medeltida spetsbågefönster upptäckta 1958.

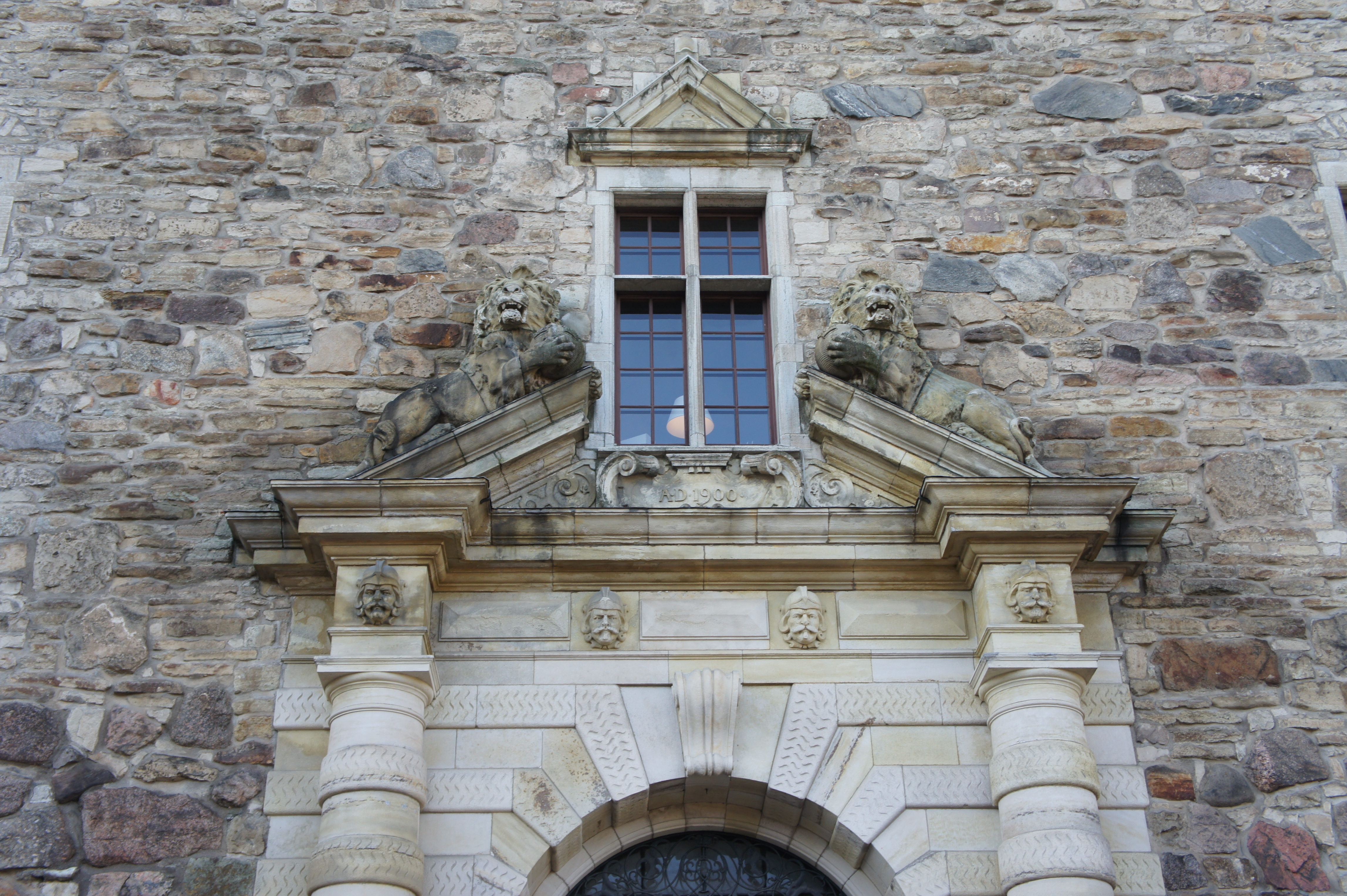
Imiterad barockportal över ingångsvalvet tillkommen 1896–1900.

Slottets huvudsakliga byggnadsmaterial är natursten och tegelsten. Det är inte känt varifrån naturstenen – utvald marksten och tuktad huggsten – togs. När borgen byggdes om till renässansslott användes även tegelsten. Under åren 1596–1605 slogs 200 000 tegelstenar vid Segersjö kungsgård. De flesta av dessa användes för slottets tillbyggnad. Stenhuggeriarbeten utfördes i Kumla, och kalk brändes i Hällabrottet. En del sten kan ha hämtats från resterna av Örebro kloster, som lades ner i samband med reformationen. I slottets övre våningar utgörs golven av träbjälklag. Med dendrokronologi har man daterat furubjälkar i det nordvästra tornet till år 1599.
Byggnadsstilen är präglad av olika tiders mode. Förebilden för renässansslottet var den franska renässansarkitekturen. Den innebar bland annat enligt Erik Lundberg att "ge uttryck för den centrala furstemakten av Guds nåde". Därför blev paradrummen magnifika, men bostadsrummen mindre påkostade. Det klassicistiska slottet präglades av stramhet utvändigt, men invändigt, i den nyinrättade residensvåningen, förhärskade rokokostilen. Matsalen, till exempel, hade "med grå oljefärg, i wåder och façoner, målade", hög bröstpanel, golv av furuparkett, samt en blå och vit kakelugn. Med det historieromantiska slottet försökte man återskapa renässansslottet. Detta lyckades dock inte riktigt, eftersom man endast hade begränsade kunskaper om hur slottet såg ut då. Putsen knackades ner (renässansslottet var dock vitlimmat), de västliga tornen höjdes (på grund av en feltolkad källa), och en ståtlig portal uppsattes över slottets entré. Det nutida slottet är därför inte ett återskapat renässansslott, utan en produkt av det sena 1800-talets syn på hur man trodde att detta slott sett ut. Också 1900-talet har satt sin prägel på slottets inre, dels med inredningsdetaljer i tidig 1900-talsstil i Rikssalen, Vapensalen och Engelbrektsrummet, dels med inredning i modernare stil i de delar av slottet som renoverades på 1990-talet.

## Slottsarkitekter[10]
- 1573–1580 Mäster Ludvig
- 1580–1596 Herkules Mida eller Midow
- 1596–1604 Mickel Byggmästare
- 1604–1627 Jakob von Brüssel
- 1750- och 1760-talen Carl Hårlemans ritningar under C.J. Cronstedts ledning
- 1897–1901 Thor Thorén och Adolf Kjellström

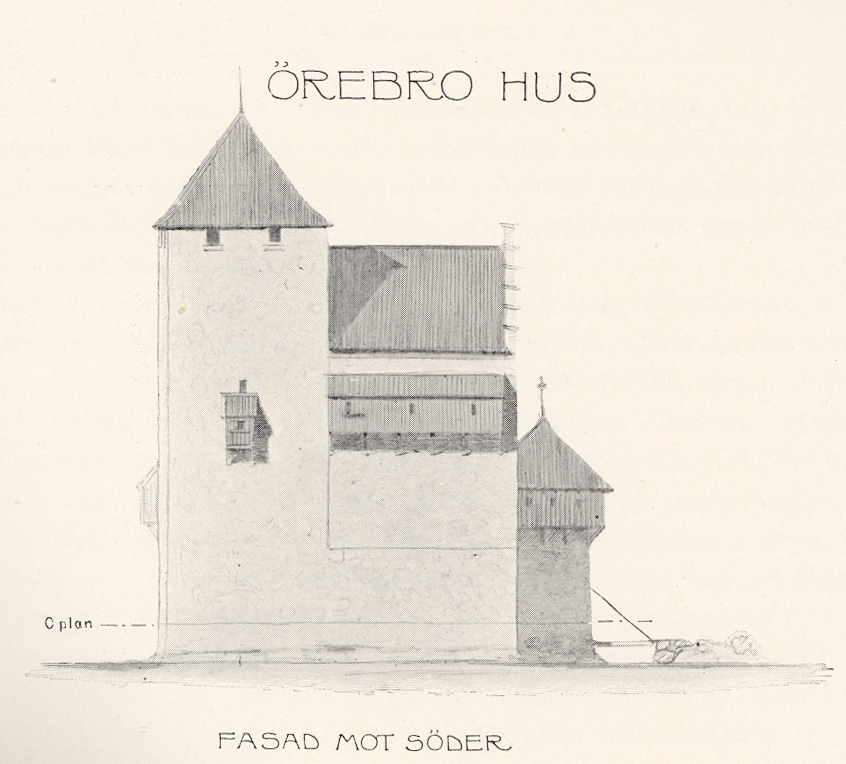
Örebro hus omkring år 1400. Kärntornet ses till vänster. En skyttegång ses överst på södra väggen. Saknas på denna bild gör två spetsbågefönster (under skyttegången). Där fanns troligen den stora salen.

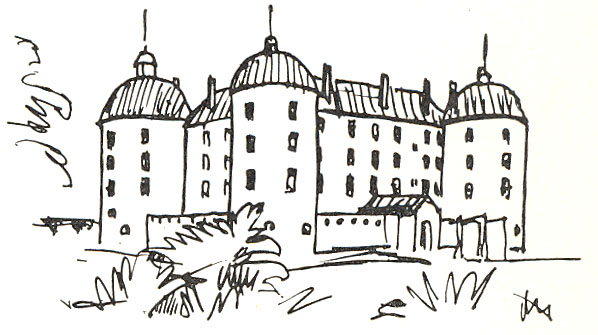
Renässansslottet enligt Magnus Dahlander med felaktig höjd på tornen.

- 1926–1930 Carl-Otto Hallström
- 1985–1986 Kerstin Olson
- 1992–1993 Gunnar Mattsson
- 2001–2007 Stig Robertsson
- 2008–nutid Tina Wik

### Medeltiden
Slottets äldsta historia är delvis okänd. Arkeologiska utgrävningar visar att området kan ha varit en boplats redan på 600-talet. En kungsgård vid Örebro finns omnämnd 1347. Den var troligen obefäst. Från 1360-talets mitt talas om ett "castrum" (kunglig borg) i Örebro. Det var troligen kung Magnus Eriksson som lät bygga borgen under 1350-talet. Borgen hade formen av ett U och omfattade tre trevåningars byggnadslängor åt söder, väster och åt norr. Ett kärntorn var beläget i det sydvästra hörnet (i dag markerat i fasaden med en senare tillkommen trappstegsgavel). Mot öster fanns en mur där ingången var belägen. Slottsholmen, där borgen låg, var omgärdad med Svartåns vatten, som utgjorde en vallgrav. En vindbrygga fanns från början, som först på 1670-talet ersattes med en fast bro av sten.
Borgen tycks ha byggts i tre steg:
1. En ringmur av gråsten, sju meter hög, krönt av en skyttegång i trä västerut. Det har ofta hävdats att denna första försvarsanläggning kan härstamma redan från 1200-talet,[14] men det finns inga arkeologiska fynd och ingen skriftlig dokumentation om en borg från denna tid. Den borde ha varit omnämnd, om den funnits då, i olika dokument från politiska möten i Örebro som finns från det tidiga 1300-talet.[12]
2. I det sydvästra hörnet av muren byggdes ett minst 25 meter högt gråstenstorn.
3. Byggnadslängor på tre sidor av borggården uppfördes. Den södra längan, där borgens sal bör ha funnits på tredje våningen, är troligen den äldsta. Rester av två spetsbågefönster på vardera sidan (mot söder respesktive inåt borggården) har hittats vid renoveringar, och kan fortfarande iakttas från borggården. De västra och norra längorna är troligen yngre än den södra. I norra längan kan kungsmaket ha funnits på tredje våningen.

Örebro hus har varit utsatt för många stridigheter och bytt ägare flera gånger.
- 1364 ansåg sig hertig Albrekt av Mecklenburg ha erövrat borgarna Örebro och Sundby.[16][17]
- 1434 intogs Örebro hus av Engelbrekt, som senare fick borgen som sin förläning.[18]
- 1467 belägrades borgen av Arvid Trolle och Magnus Bengtsson (Natt och Dag). Efter att borgen fallit, kunde Karl Knutsson (Bonde) 1468 hålla herredag i Örebro.[19]
- 1501 belägrades Örebro hus av en bondehär. På borgen satt då den danske unionsfogden Jöns Falster. Efter sju månader, i februari 1502, kunde Svante Nilsson (Sture) inta borgen. I början av 1500-talet blev Sten Sture den yngre slottsherre.[20]
- 1520 återtogs borgen av den danske kungen Kristian II under hans kamp mot den svenska högadeln.[21]
- 1521 belägrade Gustav Vasa Örebro hus på sin väg mot kungamakten, och lyckades efter nio månader inta den av danskarna illa åtgångna borgen i början på 1522. Gustav lät renovera Örebro hus och här hölls flera viktiga möten, bland andra 1529 års kyrkomöte, Örebro koncilium, då celibatslöftet och fastan avskaffas, och 1540 då kung Gustav lät införa arvmonarki.
- 1568 stod de sista striderna vid Örebro slott då hertigarna Johan och Karl gjorde uppror mot Erik XIV.[22]

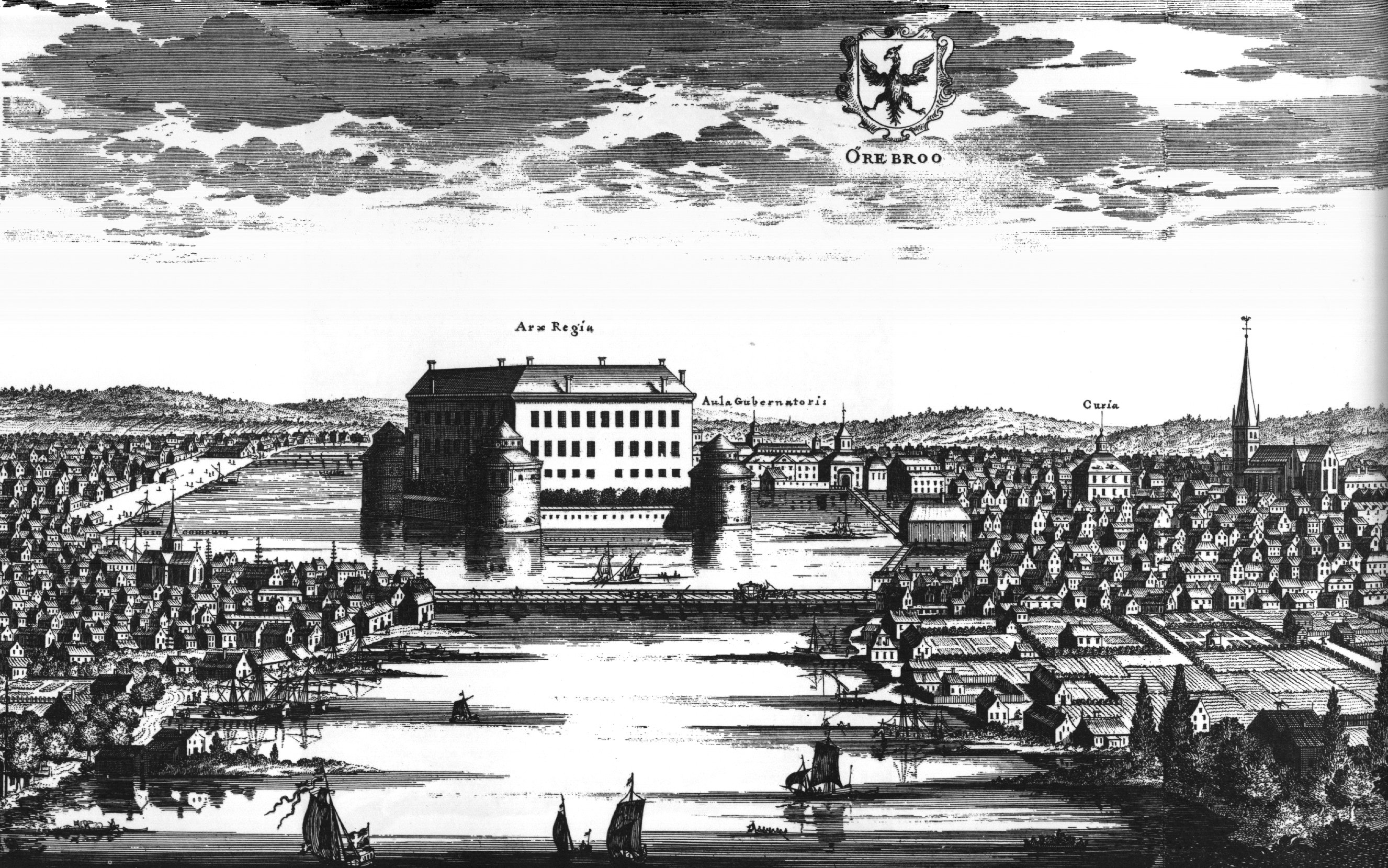
Örebro slott cirka 1690, enligt Suecia antiqua et hodierna.

### Hertig Karls renässansslott
Hertig Karl fick Örebro hus i arv och påbörjade den stora ombyggnaden år 1573. Förebilden var de renässansslott han besökt under sina resor i Frankrike. Först år 1625, efter kungens död, var det nya renässansslottet klart. Den nya huvudbyggnaden var lika hög som det gamla kärntornet. Den var byggt i fyra huskroppar som bildade en kvadrat kring en borggård. Hörntornen byggdes först som postejer, det vill säga låga rundlar avsedda för grovt skytte. När dessa närmade sig sin fullbordan var de redan föråldrade på grund av krigsteknikens utveckling.
Slottet var vitlimmat och rikt på dekorationer, framförallt mot borggården. Runt slottet löpte jordvallar som finns delvis kvar på den norra sidan. Under perioden 1602–17 hölls totalt sex riksdagar på slottet, under ledning av Karl IX och Gustav II Adolf. 
Karl IX:s änka drottningen Kristina av Holstein-Gottorp (†1625) slutförde ombyggnaden, men när den var klar hade inte Örebro samma strategiska läge, och fanns det ingen riktig uppgift för slottet att fylla. Utan underhåll började slottet att förfalla.

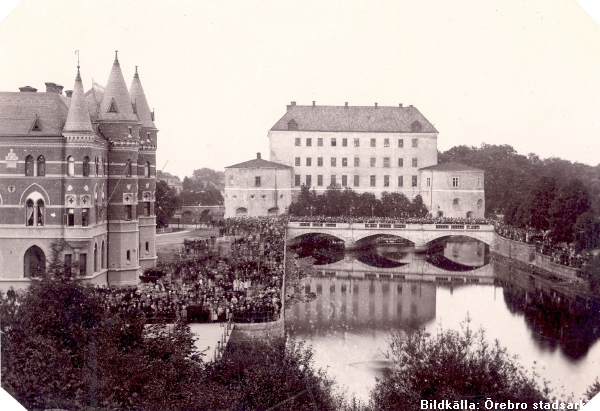
Örebro slott på 1890-talet, som det då sett ut sedan mitten av 1700-talet.

### Ett stramt klassicistiskt slott
Ena tornet rasade in i början på 1700-talet och det kom att dröja till 1750-talet förrän man började renovera slottet. Med utgångspunkt från ritningar upprättade av slottsarkitekten i Stockholm, Carl Hårleman under Carl Johan Cronstedts ledning förvandlades Örebro slott till ett ganska stramt, klassicistiskt slott och ämbetsverk. De kupolformade taken på tornen ersattes med platta, koniska tak, vallarna togs bort och ersattes med terrasser. I samband med denna ombyggnad gjordes kungavåningen om i rokokostil till landshövdingsresidens, som alltsedan 1766 bebos av Örebro läns landshövdingar. Den nya Kanslibron i sten, som förbinder Slottsholmen med norra åstranden, byggdes också under denna tid, och Landshövdingestallet, idag undervisningslokal för Karolinska skolan, byggdes några år senare. Den 22 oktober 1766 anlände kronparet Gustav, sedermera Gustav III, och Sofia Magdalena till Örebro slott under deras resa från Helsingborg till Stockholm. Under vistelsen hölls "cour, fyrverkeri, illumination och bal" på slottet. 
Slottet tjänade som residens för Karl XIII då Jean Baptiste Bernadotte valdes till svensk tronföljare vid Riksdagen år 1810 i Örebro. Nikolaikyrkan vid Stortorget fungerade då som rikssal.

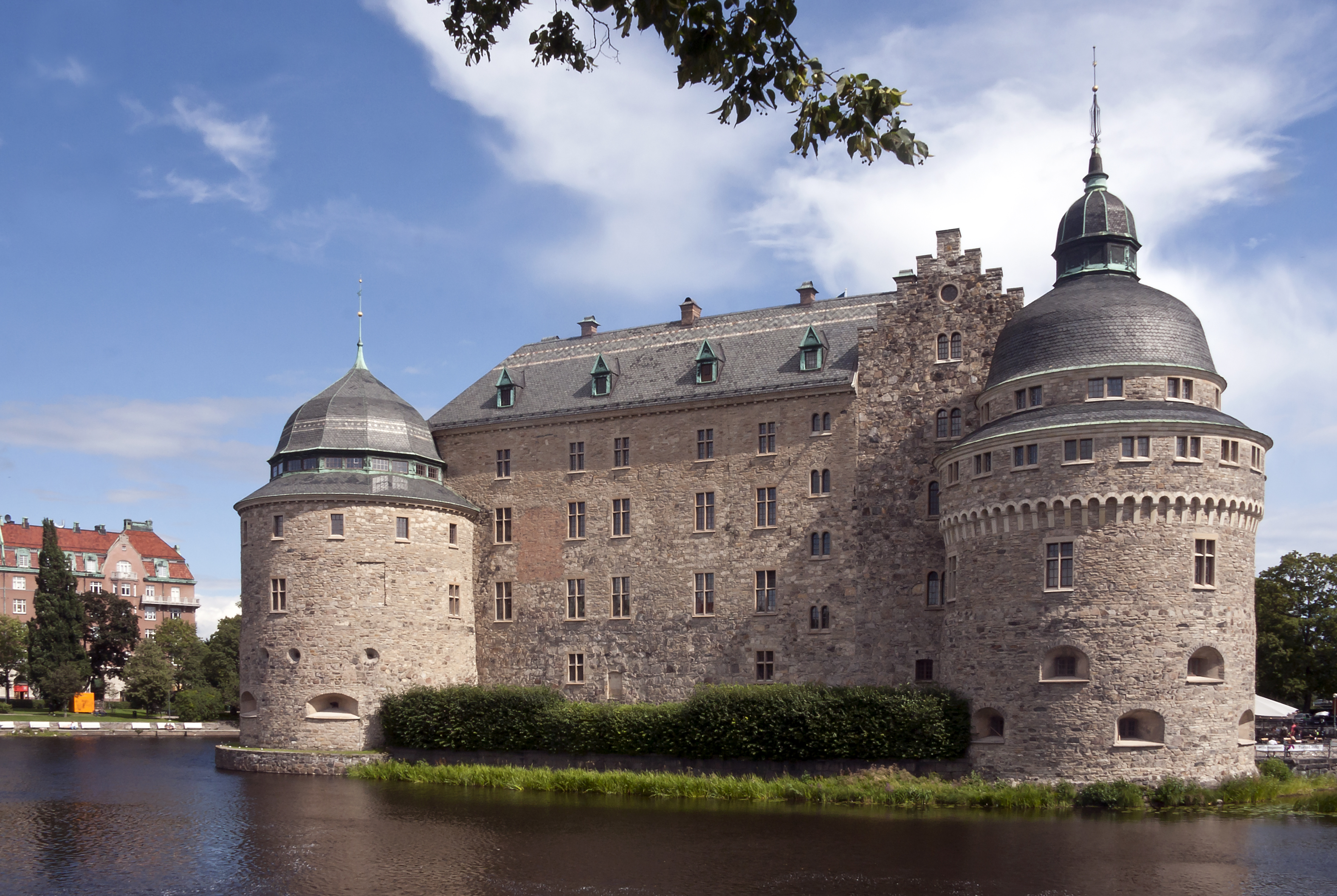
Örebro slott efter renoveringen 1897–1901. Notera den nytillkomna trappgaveln, som markerar var kärntornet fanns, förhöjningen av rundlarna, samt de nya taken.

### Historieromantik
I slutet på 1800-talet samlades pengar in för att renovera det förfallna slottet. Med den historieromantiska renoveringen av Gripsholms slott som förebild ville man återskapa ett renässansslott. Under åren 1897–1901 genomfördes en omfattande restaurering av slottet med ritningar av arkitekt Thor Thorén efter idéer av lektor Adolf Kjellström. All fasadputs knackades ned för att blotta den råa kalkstenen, tornen fick åter kupade torntak i renässansstil och de västra tornen byggdes på med en våning. Höjningen av tornen grundar sig på den felaktiga föreställningen (enligt Waldén) att renässansslottets torn skulle ha varit högre, men att de skulle ha "stympats" på 1700-talet.
| ”                                            | Någon fjärde tornvåning har aldrig funnits, men tredje våningens tornhuv har nått upp till fyrkantens taklist, vilket förklarar uppgiften (1777) att rundlarna förr 'stodo i lika höjd med Slottet'. | „ |
| – Bertil Waldén (1960): Örebro Slott, s. 112 | |   |

Uppgiften från 1777 förledde stadsarkitekt Magnus Dahlander att tro att renässansslottets rundlar var betydligt högre än de i själva verket var. Denna uppfattning ledde till höjningen av de två västra tornen.
Taket täcktes med skiffer från Grythyttan. Ingången från öster försågs med en portal (se bild nedan). Där det medeltida kärntornet hade stått byggdes en trappgavel på den västra fasaden för att markera platsen. På den södra fasaden markerades ut med kalksten var man funnit spetsbågefönstren. Anläggningen skulle påminna om en Vasaborg och troligtvis hade arkitekten Vadstena slott som estetisk förebild.

### Renoveringar på 1900-talet
De renoveringar som genomförts under 1900-talet har inte förändrat slottets yttre:
- 1904–1908 görs en renovering av residenset och av Länsstyrelsens lokaler.
- 1926–1930 återskapas den gamla Rikssalen. Vidare renoveras Vapensalen och Engelbrektsrummet. (Se nedan.) Även denna gång renoveras residenset och länsstyrelsens lokaler. Under de kommande decennierna sker en kontorisering av slottet, när Länsstyrelsen gradvis tar slottet i besittning.
- 1985–1986 tillskapas Slottskrogen.
- 1992–1993 genomförs en större renovering på initiativ av landshövding Sigvard Marjasin.[30] Främst omfattade denna slottets två översta plan. Huvudsyftet var ”att återskapa renässansslottets ljusa och rymliga ytor”. Samtidigt tillskapas utställningsytor och en konferensavdelning när Länsstyrelsen lämnar slottet för andra lokaler.
- 2000–2001 renoveras nordvästra tornets nedre våningar. De innerväggar som tillkom på 1900-talet rivs och den ursprungliga muren tas fram. I tornet inreds en slottshistorisk utställning.
- 2018. Vid renovering i källaren påträffas kol som med kol-14-metoden dateras till 600-talet. Kolets ursprung är oklart.[11]

## Byggnadens funktioner genom åren

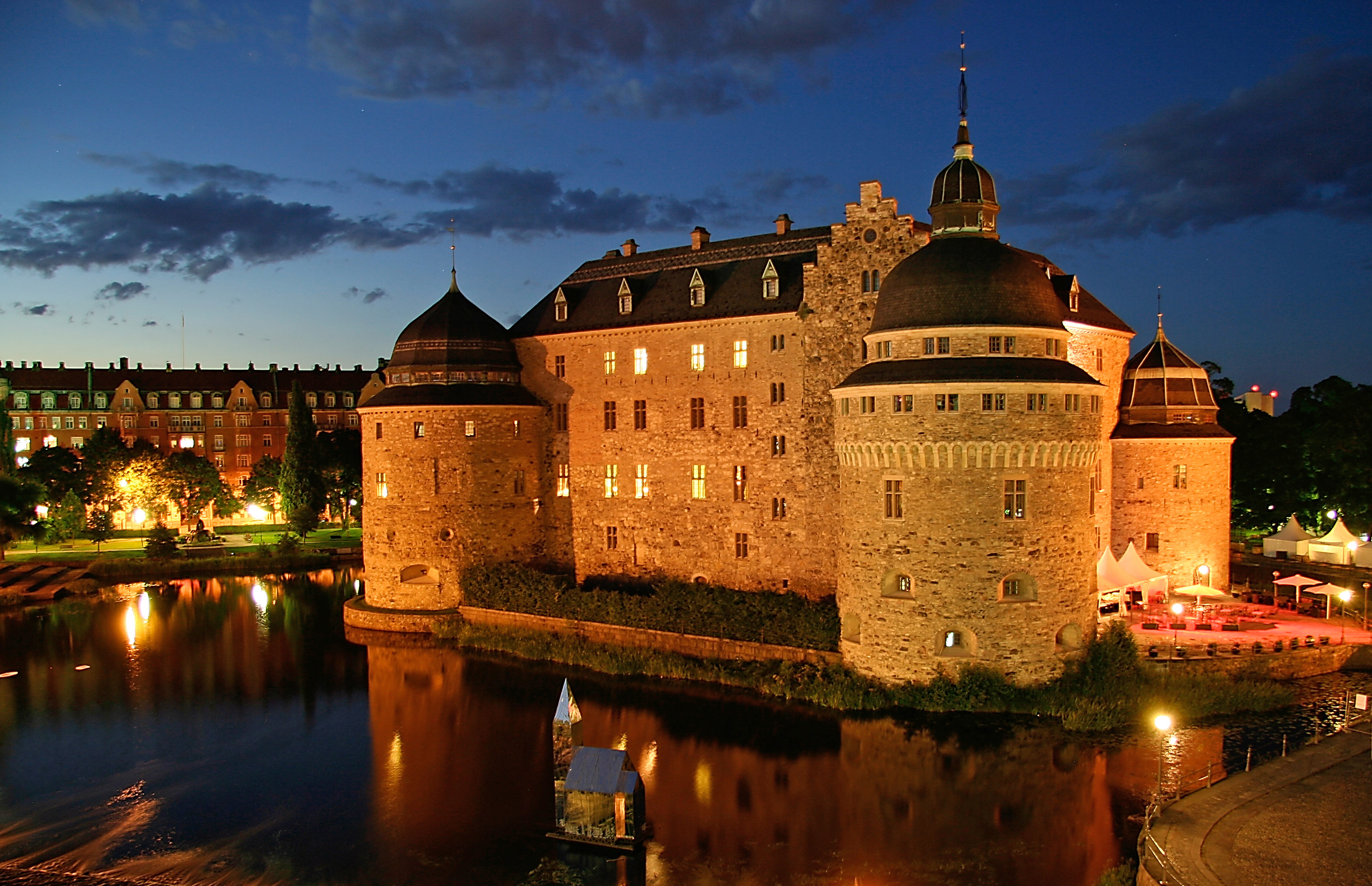
Örebro slott i skymningen.

Byggnadens första funktion var som försvarsanläggning och som bas för rytteriet. Dit fördes även skatter och böter från det omkringliggande området, fögderiet. En annan funktion var som mötesplats för viktiga möten och där hade salen i södra längan en viktig roll. Borgen kan ha inrymt ett par bostadsrum. I nedre delen av kärntornet låg ett fängelse.
Efter Karl IX:s makttillträde förlorade slottet sin roll som försvarsanläggning. År 1581–1582 uppfördes en residensbostad strax utanför slottet, i avvaktan på att ombyggnaden till renässansslott var klar. När ombyggnaden slutligen var klar, hade inte Örebro samma strategiska läge. Därför fanns det ingen riktig uppgift för slottet att fylla, förutom att ett flertal riksdagar hölls här, nämligen riksdagen 1602, 1606, 1608, 1610, 1614 samt riksdagen 1617. Mellan riksdagarna fungerade slottet som fängelse, men även som gevärsdepå och sädesmagasin. En rad olika byggnader uppfördes på den holme där Slottsparken idag ligger, medan själva slottet förföll.
Efter ombyggnationen på 1750- och 1760-talen stod residensvåningen klar. Från 1766 togs slottet  i bruk av landshövdingarna.
Även under 1700-talet och senare fanns det fängelselokaler på Örebro slott. Fängelseutrymmena låg i den nedersta våningen i de båda södra rundlarna. Berömda fångar som suttit på Örebro slott är bland andra:
- Baron Georg Heinrich von Görtz, som efter arresteringen efter Karl XII:s död i december 1718 förvarades några dagar på Örebro slott på väg till Stockholm.
- De åtalade i häxprocessen i Södra Ny satt fängslade på Örebro slott 1720-1721.
- Tjuven Lasse-Maja, som även vid ett par tillfällen lyckades rymma från fängelset. Han torde ha suttit på Örebro slott i början av 1800-talet, eftersom han senare satt på Karlstens fästning.
- Tjuven Carl Fredrik Lilja, populärt kallad "Lilja", som bland annat gjorde inbrott på Riddarhuset, vid 1800-talets mitt.[33][34]

Den 25 oktober 1859 flyttades ett 15-tal fångar från slottet till det nyuppförda Länscellfängelset vid Slottsgatan, och fängelseverksamheten på slottet torde ha uppfört senast året därpå.
Örebro läns museum hade under åren 1856–1963 en stor del av sina samlingar i slottets sydvästra torn och i södra längans översta två våningar. Det bedrev även museiverksamhet på slottet under åren 1994-97.
Från och med 1900-talets början kontoriserades slottet till stor del, när Länsstyrelsen tog lokalerna i anspråk. När renoveringen av Rikssalen var klar, kunde denna börja användas för möten, konserter och middagar.

## Slottet idag

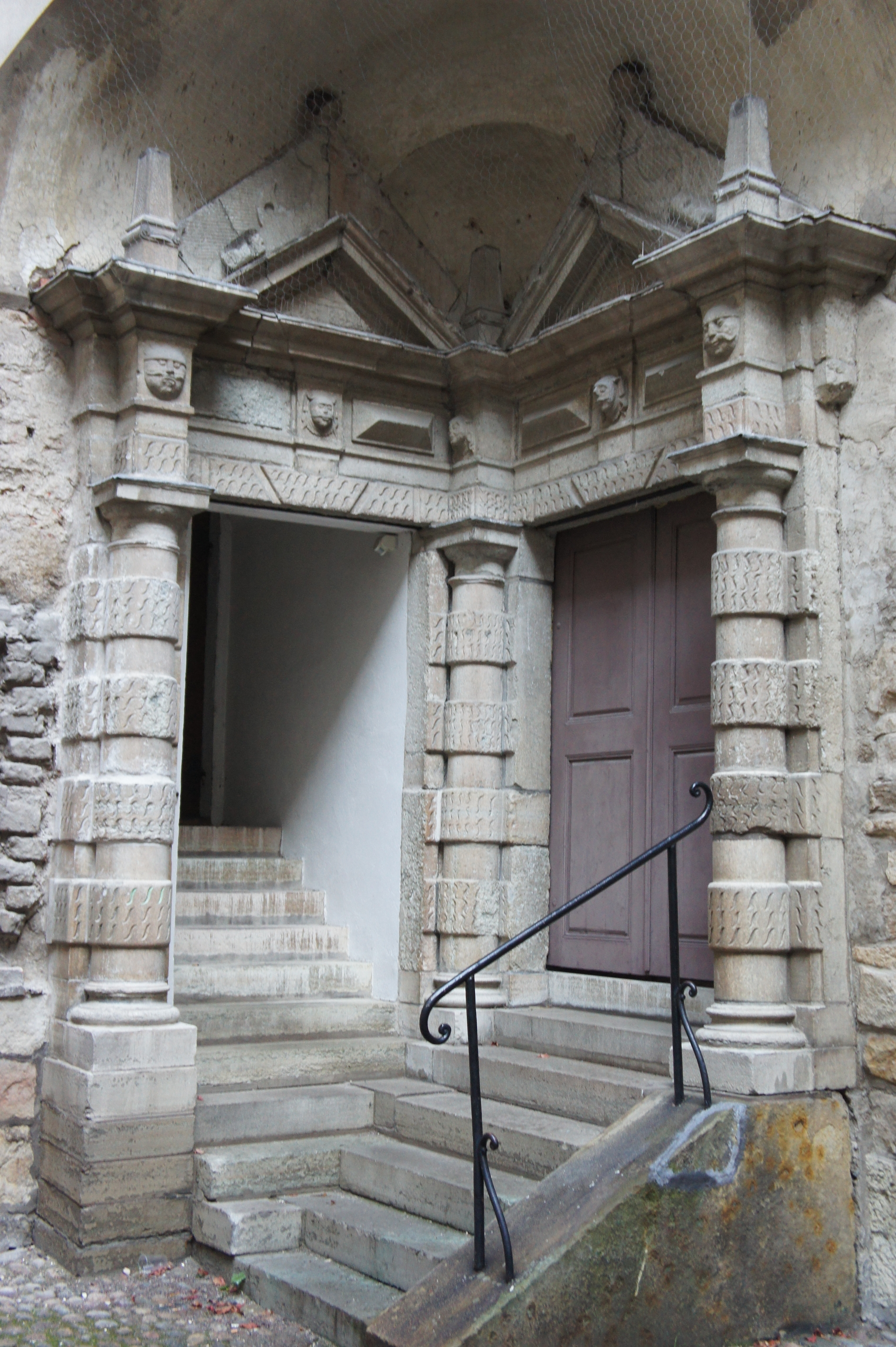
Gamla huvudportalen till kungsvåningen utförd av Herkules Mida, Karl IX:s stenmästare.

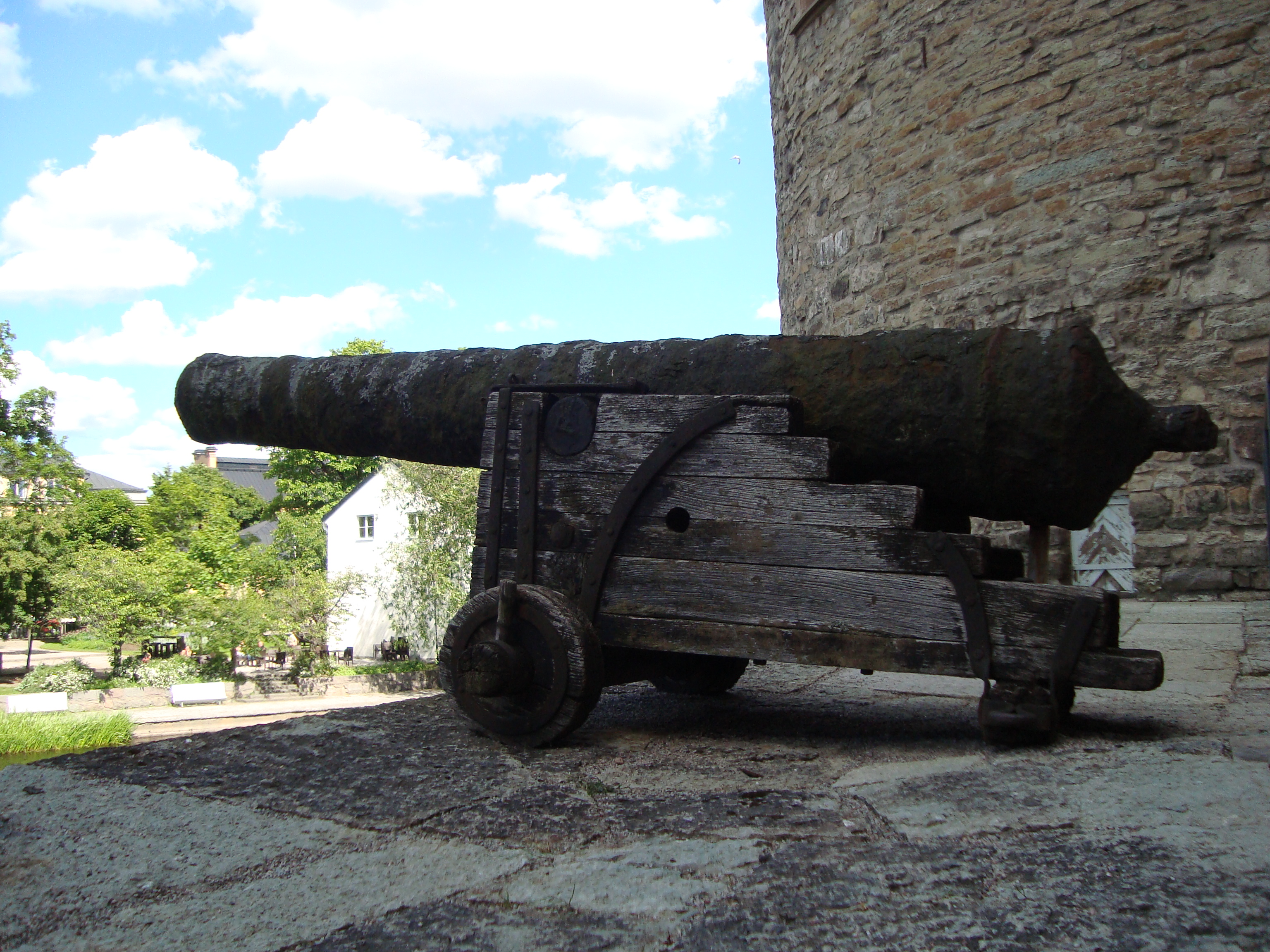
Kanon från det danska skeppet Enigheden.

Inga interiörer finns bevarade i oförändrat skick. Vissa delar av slottet är även öppet för allmänheten med utställnings-, visnings- och konferensverksamhet samt restaurang och turistbyrå. Som tidigare används delar av slottet som landshövdingsresidens. Residenset är inte öppet för allmänheten.
På vallen utanför slottet har man ställt upp kanoner från det 1679 i Kalmarsund sänkta danska skeppet Enigheden. De togs upp från vraket år 1909.

### Rikssalen
Rikssalen är slottets största rum, och ligger på plan 4 i den södra längan. Den medeltida rikssalen kan ha legat på plan 3 i samma länga. På detta plan finns rester av spetsbågefönster mot borggården (och även rekonstruerade spetsbågar på fasaden mot söder) som antyder om detta (se bild nedan). Den nuvarande salen på plan 4 fick sin nuvarande storlek i samband med Karl IX:s ombyggnad. Den förlängdes då 10 m åt öster, och fick sju fönster. Inredningen är av betydligt yngre datum, och tillkom vid renoveringen 1928, då salen återfick sin nuvarande funktion (den hade under flera år disponerats av Länsmuseet). Utsmyckningen, portiken i väster, samt den norra dörren med intarsiabilder, är utförda efter ritningar av Carl Otto Hallström. Den norra dörren kallas även Vasadörren och visar bilder av Gustav Vasa, Karl IX och Gustav II Adolf. Intarsiamönstret är utfört av konsthantverkare Manne Johansson. Tavlorna i salen är dels kopior av kungaporträtt: Gustav Vasa, Margareta Leijonhufvud, Karl IX och Kristina av Holstein-Gottorp, och Gustav II Adolf. Dels finns ett original av David Klöcker Ehrenstrahl föreställande Karl XI i kretsen av sin familj. De nuvarande ljuskronorna är av munblåst glas och tillkom på 1960-talet. Stolarna skänktes av olika företag och privatpersoner 1993.
Dagens Rikssal är troligen identisk med den ”stora sal” som skapades för riksdagen år 1617. Ständernas sammankomster vid riksdagen år 1606, 1608, 1610 hölls även de på Örebro slott, men det är inte till fullo belagt var.
I den nuvarande Rikssalen Här fastställdes också Örebro stadga i februari 1617. Vid riksdagarna 1810 och 1812 användes dock Sankt Nikolai kyrka som rikssal.

### Vapensalen
Vapensalen är belägen på fjärde planet i direkt anslutning till Rikssalen. Även om salen är belägen inom det medeltida kärntornets murar, härstammar inredningen till största delen från restaureringen år 1928. Hörnspisen är dock äldre. Marmorgolvet är utfört av Yxhults stenhuggeri efter ritning av restaureringsarbetets ledare, arkitekt Carl Otto Hallström. Golvet visar olika vapen som är förknippade med personer och släkter som varit ståthållare på slottet. I en nisch står en bronsstatyett föreställande Engelbrekt, utförd 1936 av Stig Blomberg.

### Kyrksalen
Kyrksalen, eller Pelarsalen utgörs av tornrummet i det sydvästra tornet på plan 4. Salen tillkom när det sydvästra tornet höjdes i samband med ombyggnationen av slottet 1897–1900. Kyrksalen har fått sitt namn efter att avdelning kyrklig konst fanns här, när Örebro läns museum disponerade lokalen. Idag används salen som en foajé till Rikssalen, men utställningar och andra aktiviteter kan även äga rum.

### Engelbrektsrummet
Engelbrektsrummet är beläget högst upp (plan 4) i det sydöstra tornet. Det inreddes 1926–1928 för att vara landshövdingens ämbetsrum, och fick därför påkostad inredning. I rummet finns bland annat takfriser med engelbrektsmotiv utförd av Nils Sjögren. Dåvarande landshövding, Henning Elmquist, ansåg att motivet var "ovärdigt en svensk ämbetsmans rum", då en del av friserna visade att Engelbrekt gjorde gemensam sak med upprorsmän.  Möbleringen är utförd av restaureringsarbetets ledare, arkitekt Carl Otto Hallström. Engelbrektsrummet kom aldrig att användas som landshövdingens arbetsrum, möjligen eftersom det låg ensligt beläget i slottet. År 2011 utnyttjades Engelbrektsrummet som förråd.

### Residenset
Den medeltida kungsvåningen tros ha legat på ungefär samma ställe som dagens residens. Efter den genomgripande renovering av slottet som ägde rum under åren 1758–1764 iordningställdes det nuvarande residenset. De olika rummen inreddes vid olika tidpunkter med början 1766, då landshövding Johan Abraham Hamilton lät inreda en svit med salonger. Residenset ligger i plan 3 och vetter åt norr och väster. Residenset upptar följande rum:
Stora salongen med inredning från 1920-talet. Här finns en Karl Johan-grupp från 1850-talet och gustivianska möbler från sent 1700-tal och tidigt 1800-tal. Salongen domineras av målningar av Per Krafft den yngre  (Slaget vid Halle) och av Carl Andreas Dahlström (Slaget vid Lübeck). De visar den blivande Karl XIV Johan som fältherre.
Lilla matsalen och Stora matsalen. Stora matsalen var paradrummet i det ursprungliga residenset från 1766. Landshövding Johan Abraham Hamilton lät, delvis på egen bekostnad, dekorera väggarna i rokoko-stil ”i wåder och façoner” i grå oljefärg. Det är det enda rum i slottet där den ursprungliga 1700-talsutsmyckningen finns kvar i någon större omfattning. På 1800-talet gömdes utsmyckningen, men togs fram vid renoveringen 1929, och befinner sig nu nästan i ursprungligt skick. Då fick också rummet nya snickerier och en spis i kalksten från Yxhult.
Gula salongen. Väggarna har bård som kan ha tillkommit redan på 1760-talet, eller först 1812. I salongen finns en spis (skänkt 1940 av AB Bofors), på vilken de tidigare järnbrukens i Örebro län stämplar visas. Bland konstverk finns Liggande Venus av Pietro Liberi och Kristus med lärjungar i Emaus av Giovanni Francesco Romanelli.
Karl Johanssalongen. I detta rum meddelades Karl XIII, i samband med riksdagen år 1810, att Jean Baptiste Bernadotte, den blivande Karl XIV Johan, hade blivit utsedd till tronföljare. I samband med riksdagen år 1812 besökte denne Örebro slott. Han donerade då det porträtt, målat av Fredric Westin, som ännu idag hänger i salongen. Bland inventarierna finns en gustiviansk möbelgrupp.
Lilla gästrummet, Sibyllerummet och Kungliga sängkammaren. Kungliga sängkammaren tillskapades i samband med renoveringen 1811–1812. Här finns en dubbelsäng i empirstil. 
I anslutning till residenset ligger gästrum och landshövdingens privata våning. Dessutom ligger landshövdingens arbetsrum i anslutning till residenset. I arbetsrummet finns en samling porträtt föreställande tidigare landshövdingar.

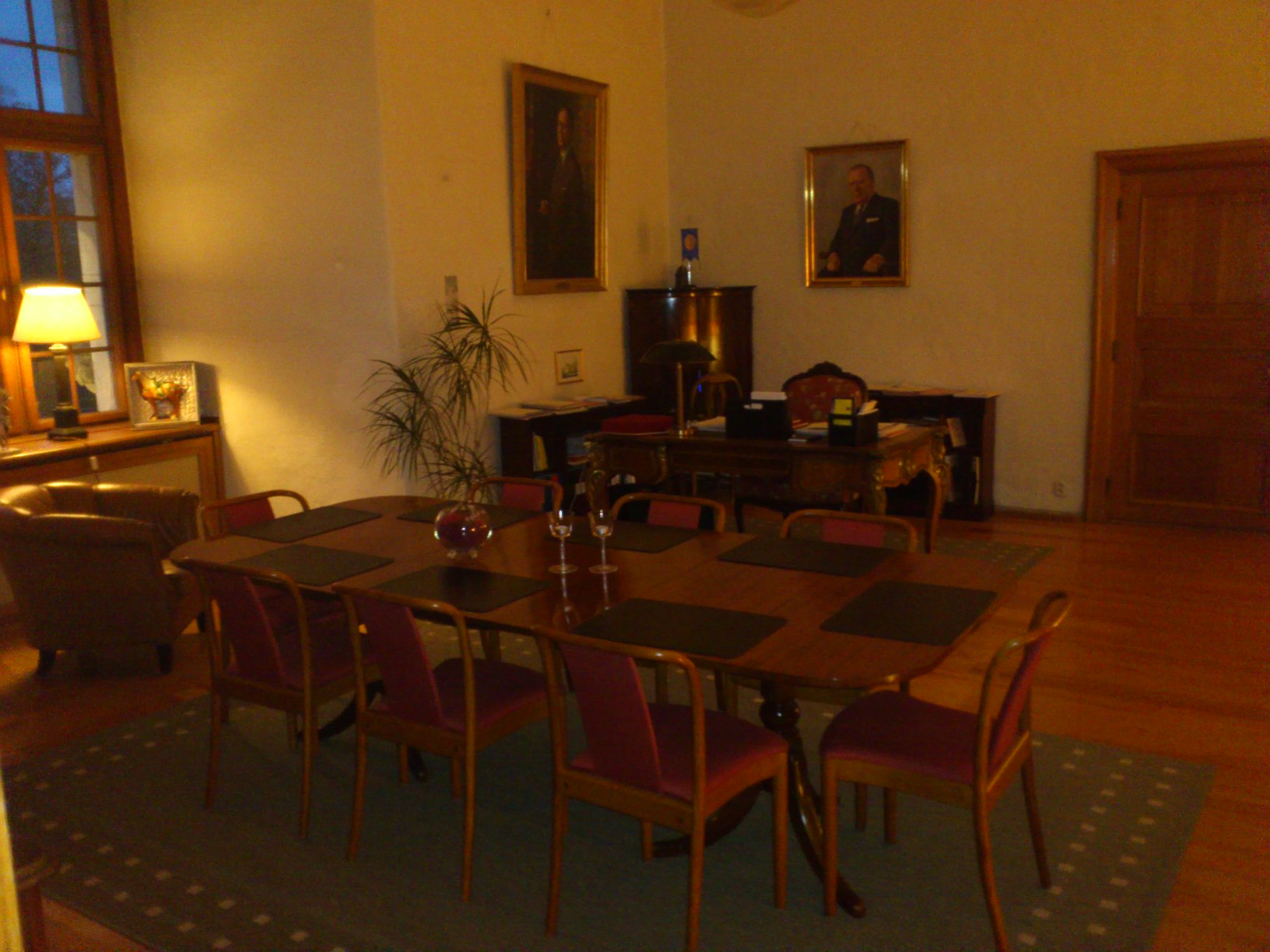
Landshövdingens arbetsrum.
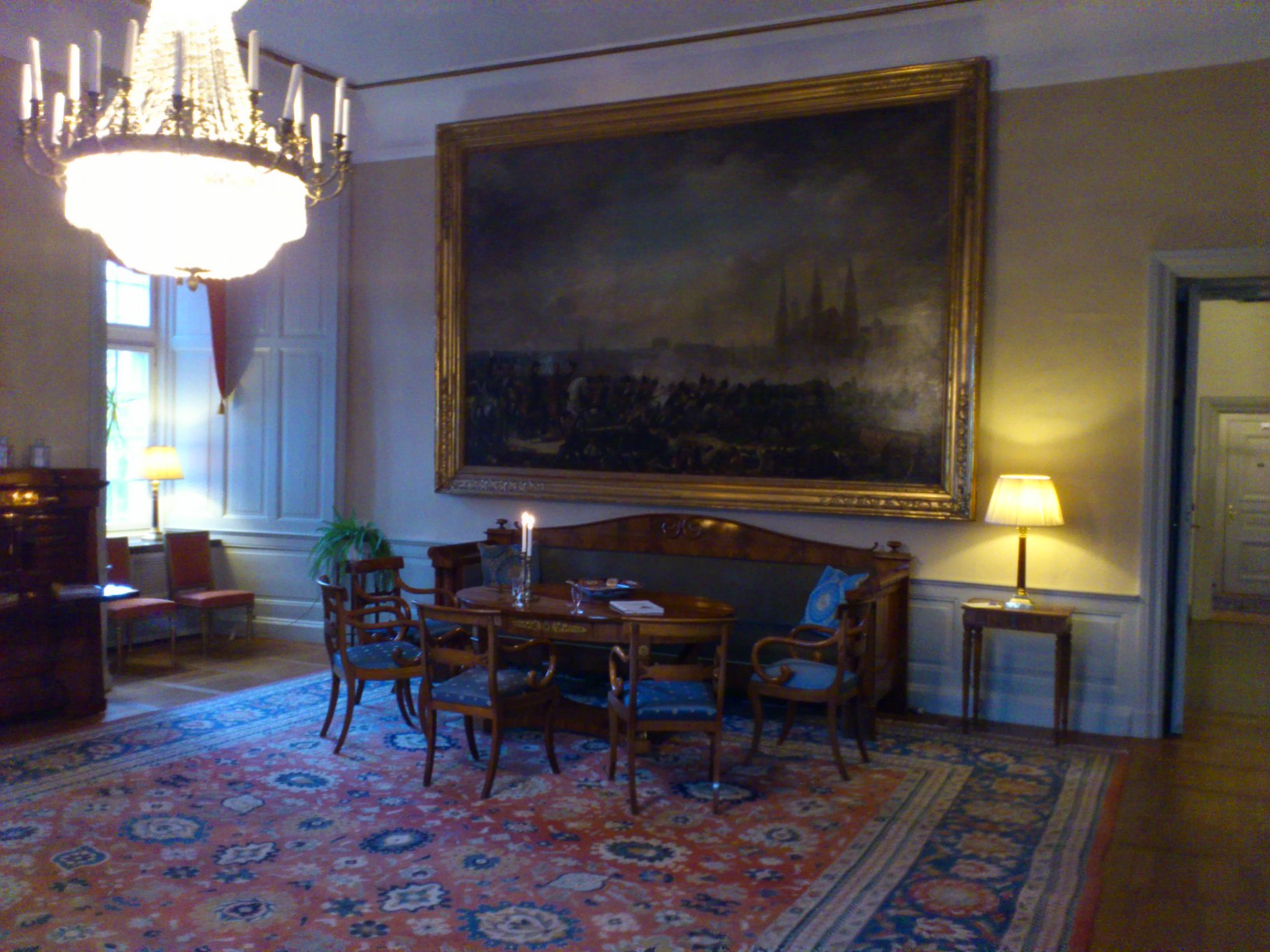
Stora salongen, Residenset.
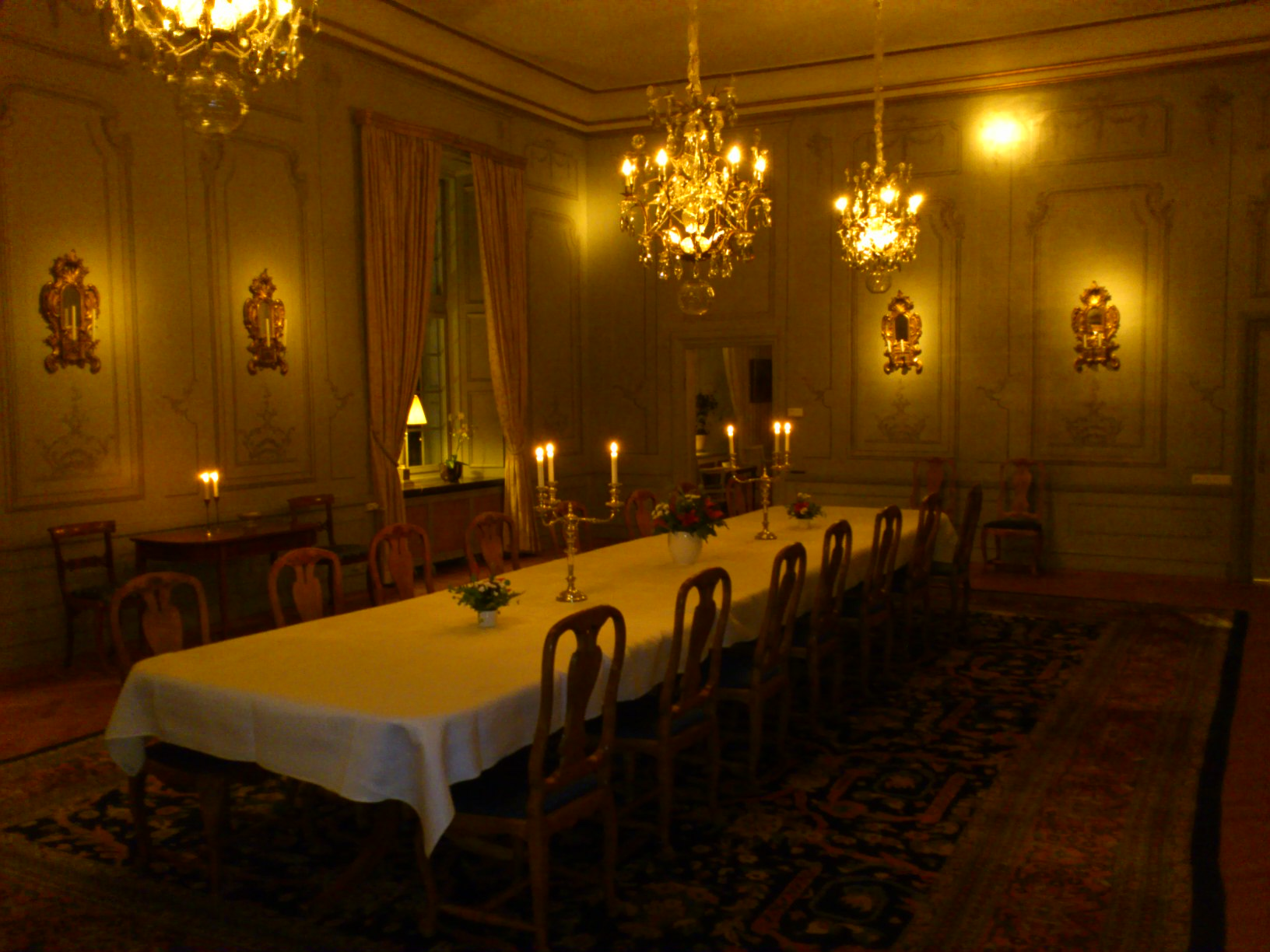
Stora matsalen, Residenset.
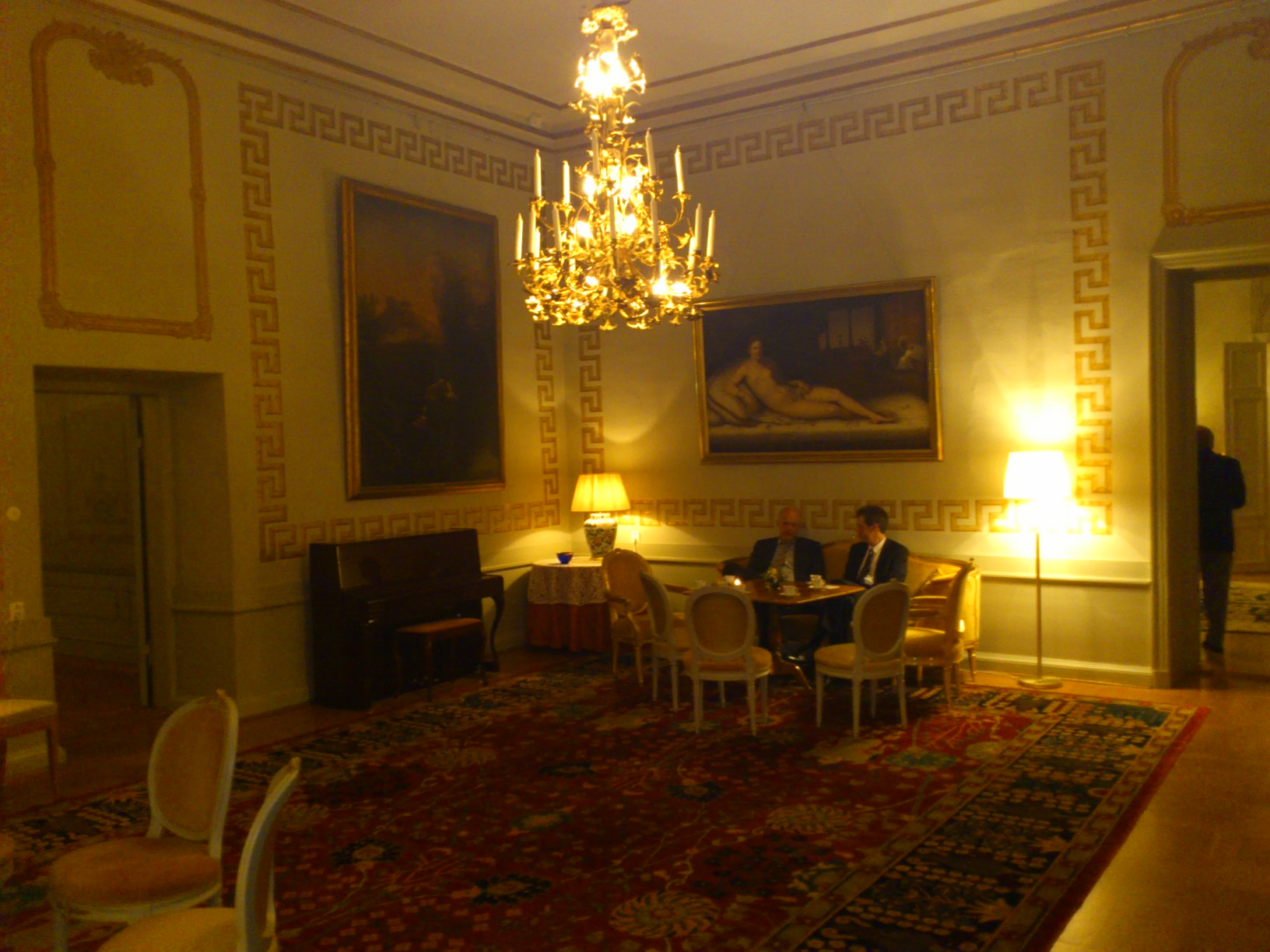
Gula salongen, Residenset.
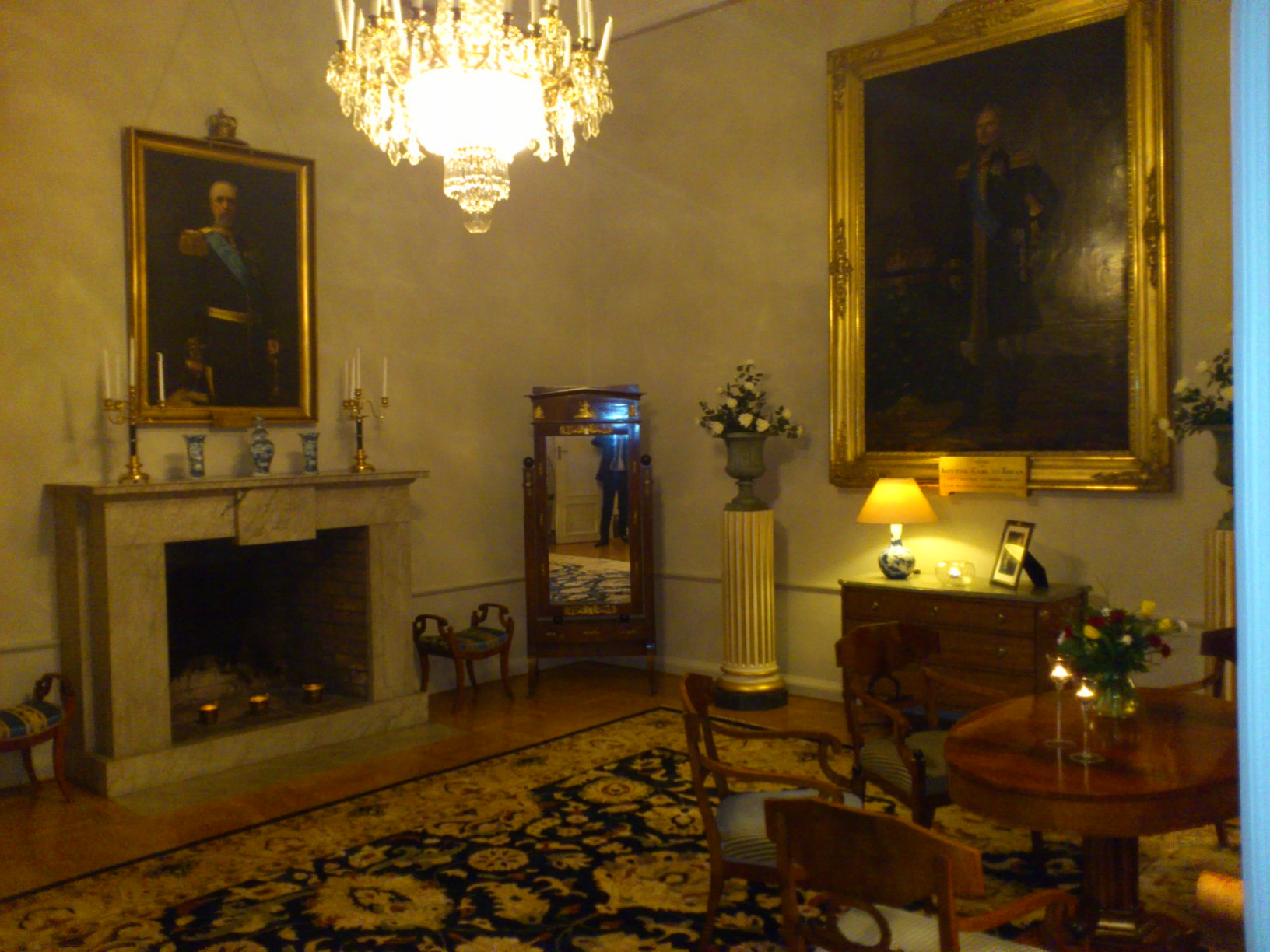
Karl Johansalongen, Residenset.
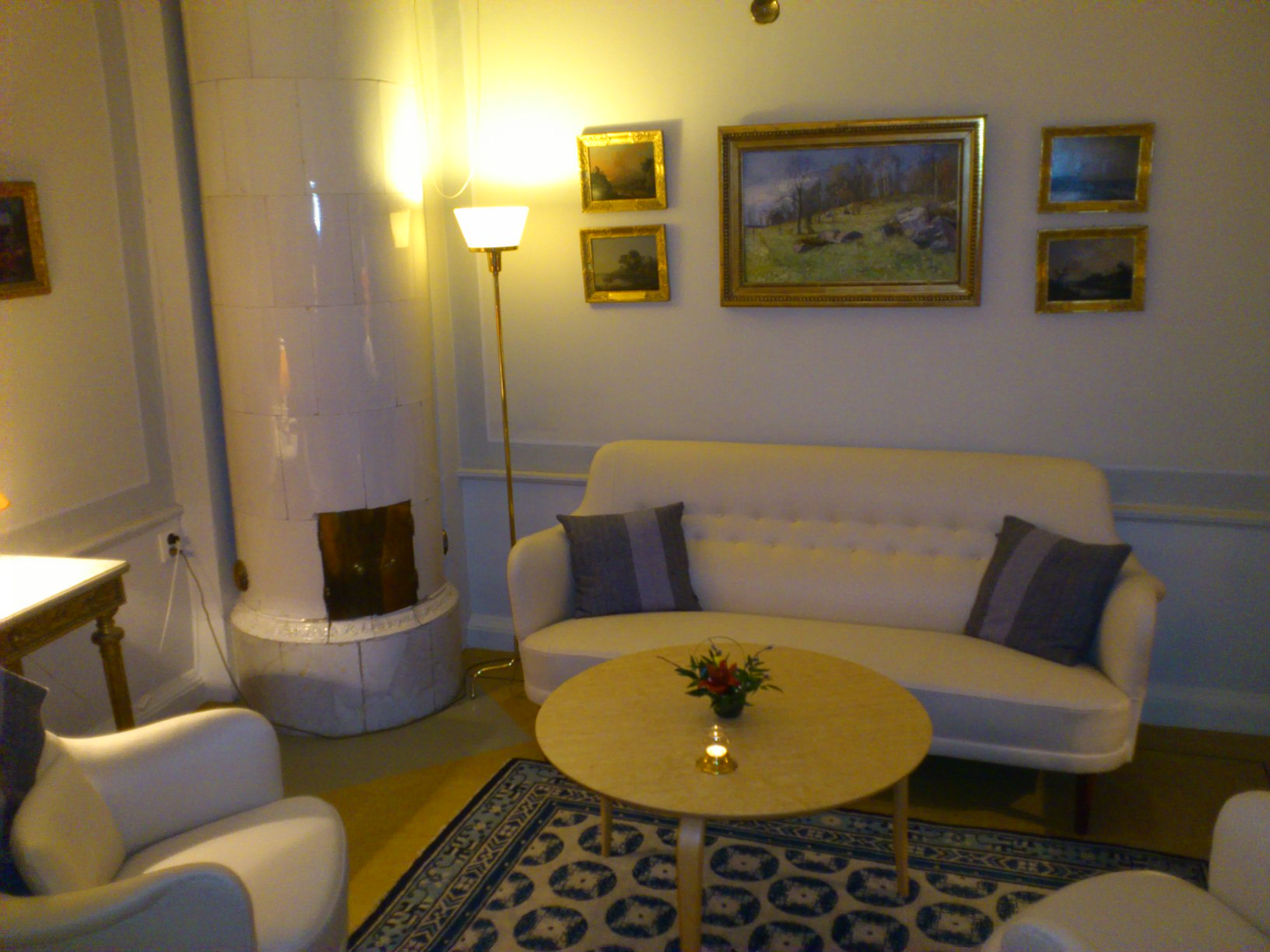
Kabinett vid Kungliga sängkammaren, Residenset.

### Fest- och konferensavdelningen
Örebro Slott Fest- och Konferensavdelning drivs av Stora Hotellet. Man disponerar över 16 lokaler, huvudsakligen belägna på plan 4 och 5, inklusive den så kallade Länssalen på plan 4. Totalkapaciteten är på strax under 1000 personer, fördelade på rum och salar som tar mellan 8 och 250 personer. Bland tillställningar som ägt rum i lokalerna tillhör Chateau Grand Cru, Örebros vinmässa, samt Bokmässan i Örebro.

### Restaurang- och caféverksamhet
Restaurangverksamhet är en relativt ny företeelse på slottet. I samband med en renovering 1985–1986 tillskapades Slottskrogen i källarvalven i den södra längan samt sydöstra tornet. Till krogen hörde tidigare även en festvåning – Vasasalen – belägen på plan 3. Under sommarmånaderna finns även en servering utomhus. Hösten 2017 öppnar en ny caféverksamhet i källarvalven samt det sydöstra tornet medan Vasasalen övergår till att bli utställningslokal.

### Aktiviteter för allmänheten
Flera aktiviteter som är riktade mot allmänheten äger rum.
- Guidade visningar på Örebro slott sker dagligen under sommarmånaderna.
- Slottshistorisk utställning. Vid den senaste ombyggnaden har man gjort ett upplevelsecentrum i det nordvästra tornet som rymmer allt från slottets historia från hertig Karl, häxprocesser till slottets mest kända fånge, Lasse-Maja.[48]
- Gruppvisningar med olika inriktning: historisk slottsvisning, Vasaborgens hemligheter, historiska möten med mera.
- Teatervisning, barnkalas, mordgåta med mera.

## Ståthållare och landshövdingar
Sedan år 1764, när nuvarande residensvåning tillkom, bor Örebro läns landshövding på slottet. Landshövdingens privata bostad ligger i omedelbar anslutning till residensvåningen. Bostaden omfattar endast några få rum i det nordvästra tornet.

## Bildgalleri

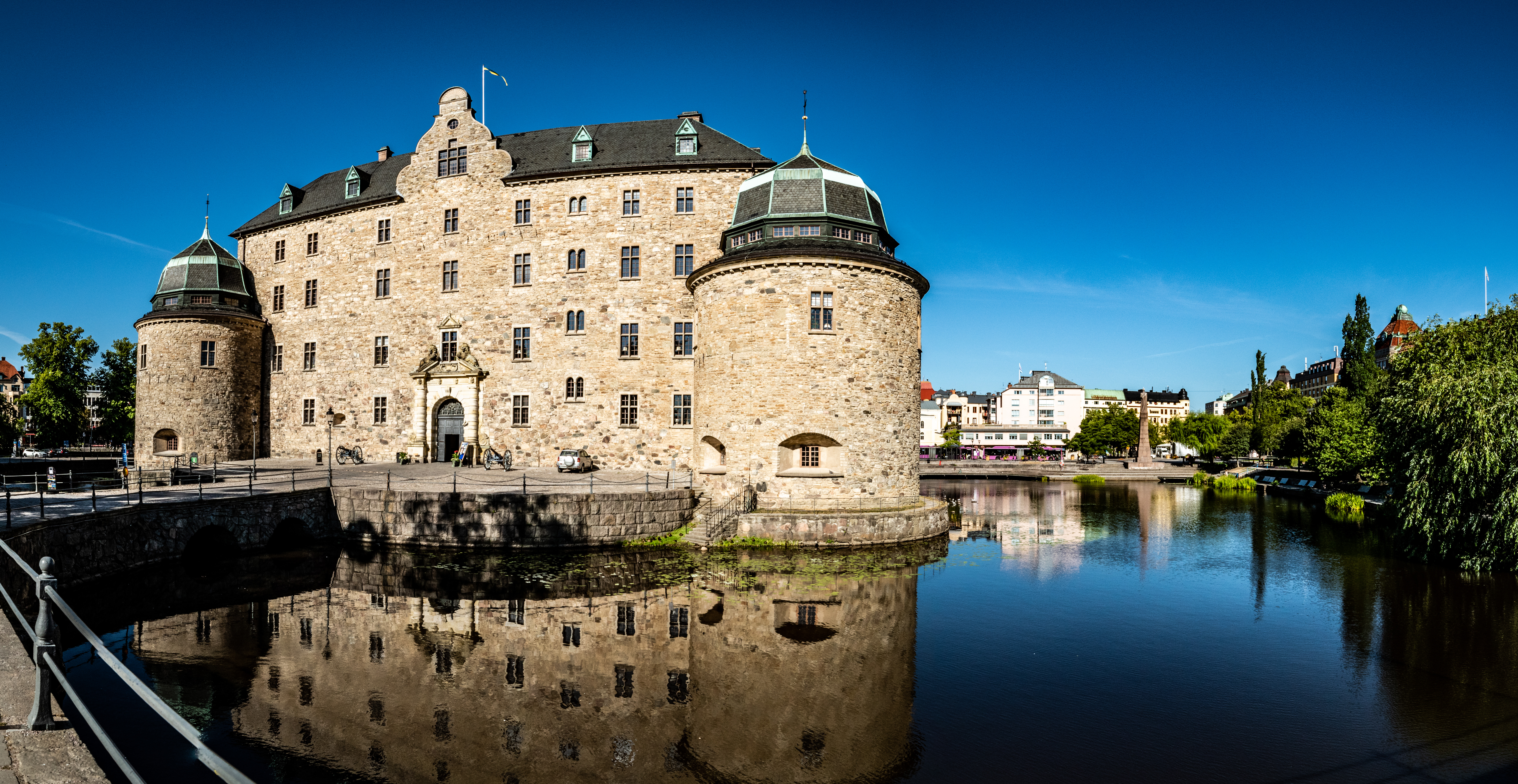
Slottet i panorama.
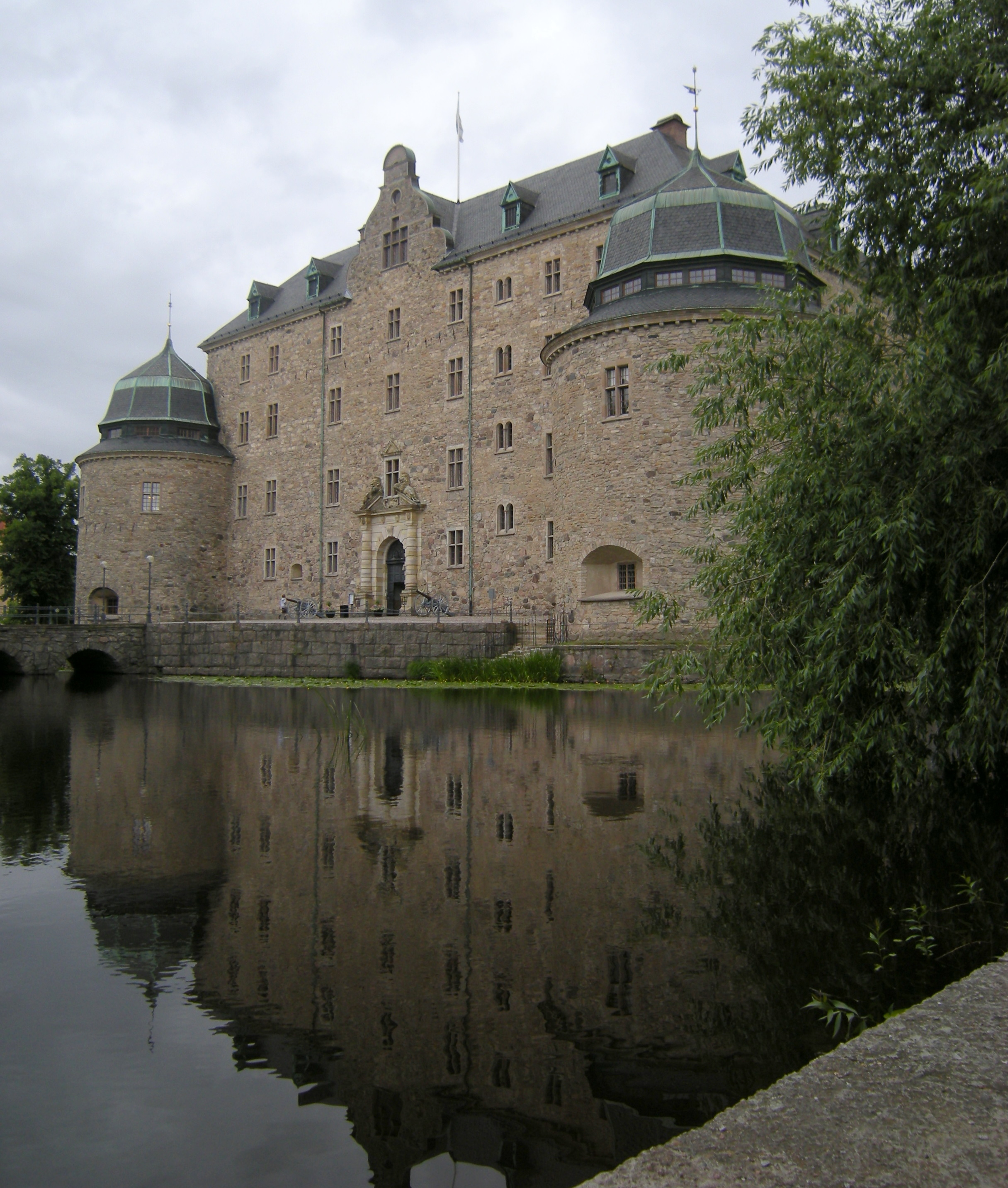
Slottets huvudentré.
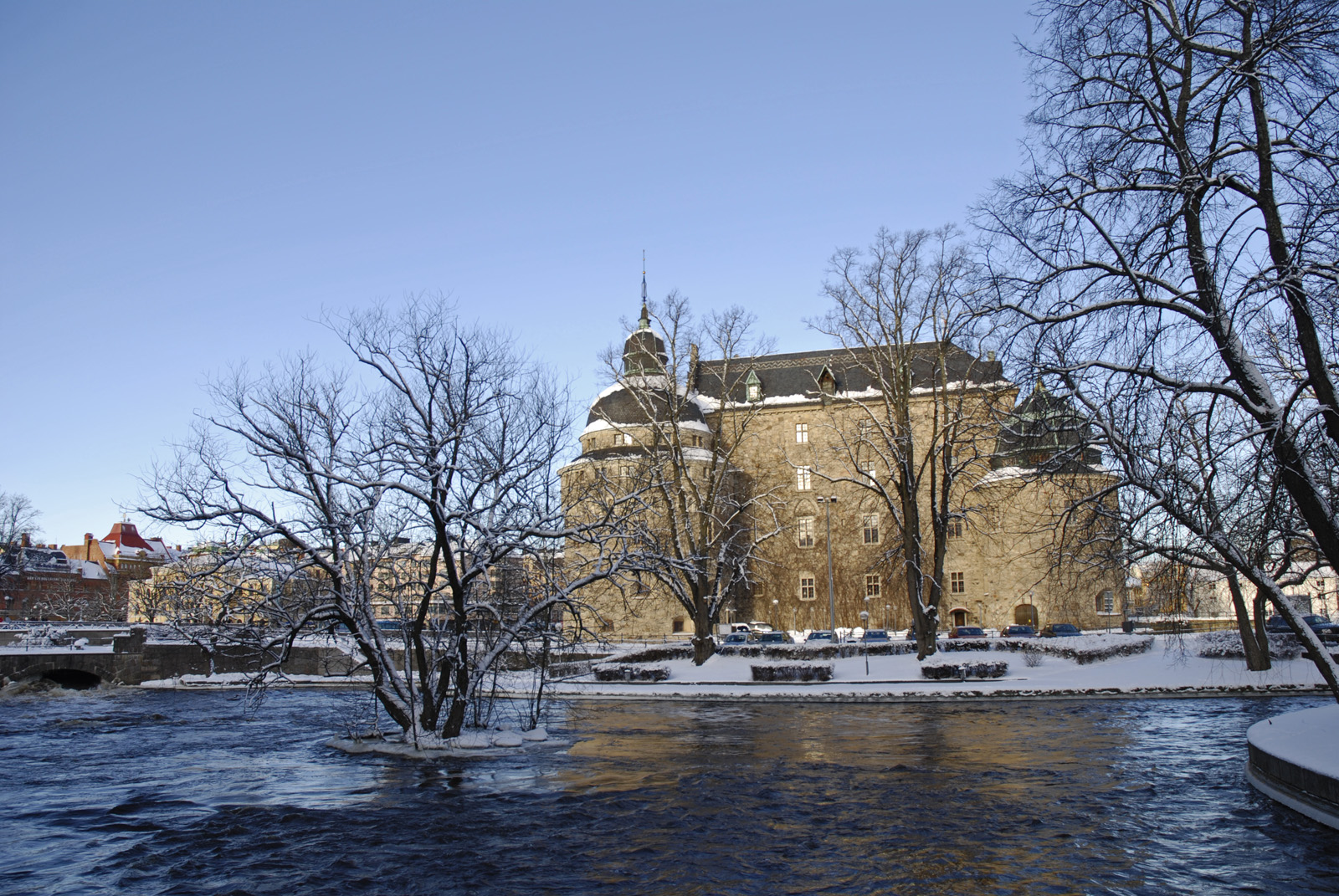
Slottet från sydost.
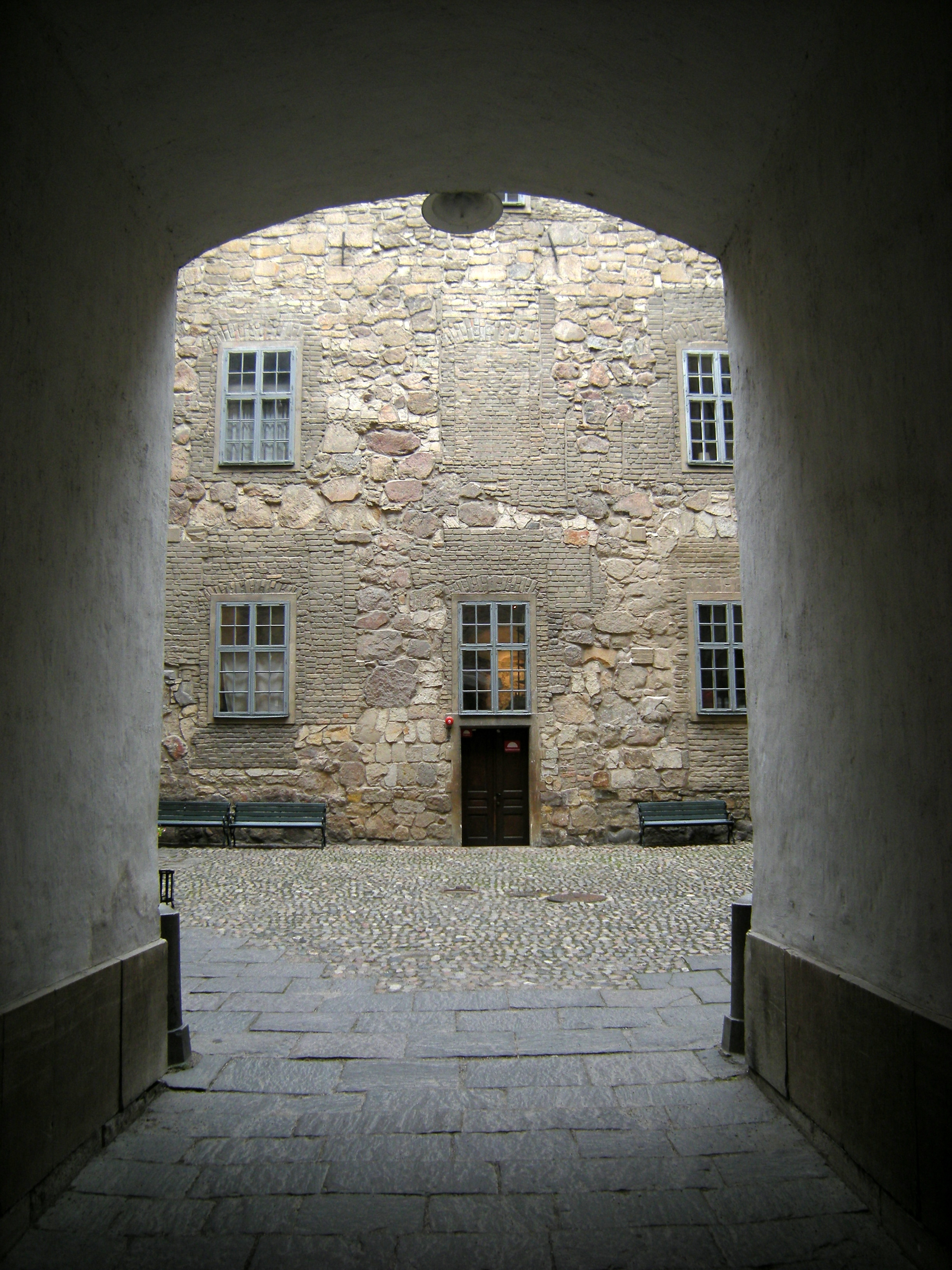
Ingångsvalvet till borggården.
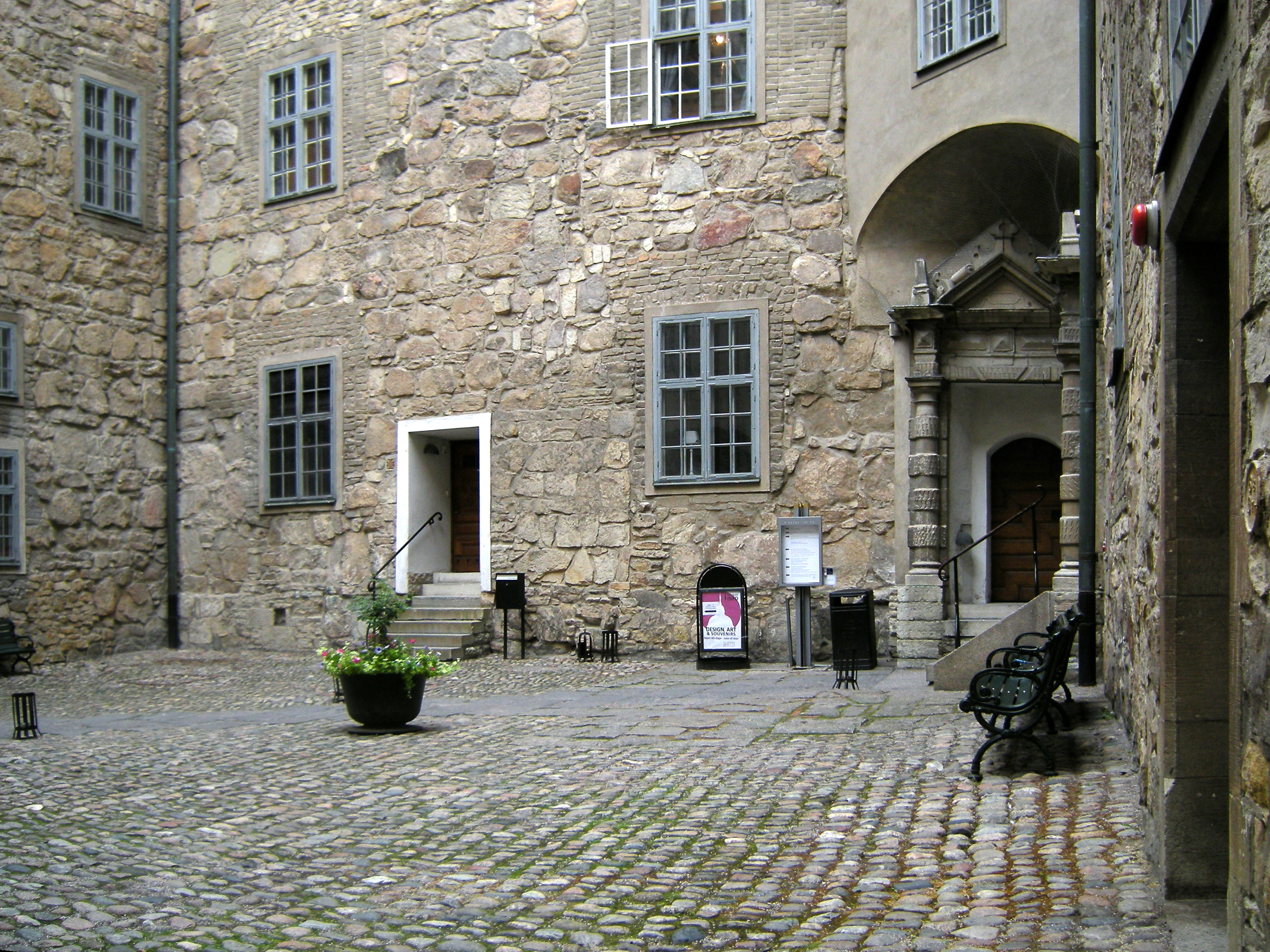
Borggården.
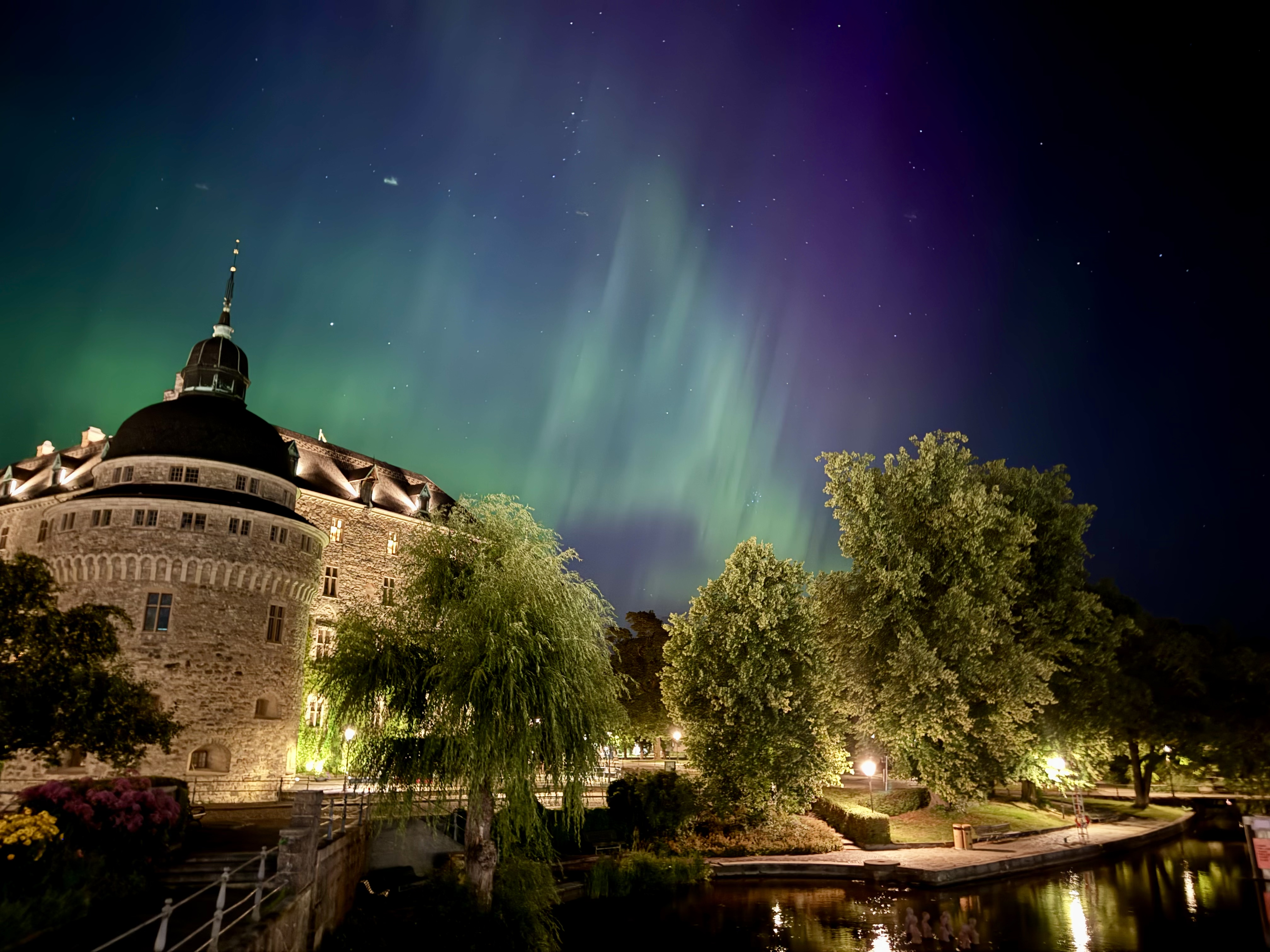
Norrsken vid Örebro slott, 2024.